# Paul Bailleu
Paul Bailleu, född 21 januari 1853, död 25 juni 1922, var en tysk historiker.
Bailleu var 1906-20 2:e direktör vid preussiska stadsarkivet. Han var en av de främsta kännarna av Preussens historia. Till skillnad från Johann Gustav Droysens tes om Preussen som förutbestämt till rollen som Tysklands främsta makt anslöt han sig till Leopold von Rankes åsikt om Preussens gradvisa uppstigande till en maktställning som det mäktigaste riket i Tyskland. Han skrev bland annat Königin Luise (1908) och utgav Preussen und Frankreich von 1797-1807. Diplomatische Correspondenzen (1881-1887), Briefwechsel König Friedrich Wilhelms III. und der Königin Luise mit Kaiser Alexander I. (1900) och Aus dem literarischen Nachlass der Kaiserin Augusta (2:a upplagan 1912, med Schuster). Under titeln Preussischer Wille utgav M. Klinkenborg Bailleus samlade uppsatser med en levnadsteckning 1924.